# Kenio Fuke
Kenio Fuke (* in São Paulo, Brasilien) ist ein brasilianischer Pianist und Komponist.

## Leben und Wirken
Kenio Fuke spielte als Kind unter anderem Mundharmonika, Gitarre und Klavier. Im Alter von zehn Jahren begann er ein Pianostudium bei Alvaro Belda Neto am Konservatorium von São Paulo; dort wurde er auch als Komponist und Dirigent ausgebildet.
In seiner Musik und mit seinen Kompositionen will er das Gleichgewicht zwischen der Natur und dem Körper, dem Geist und der Seele schaffen.
Auf seinem Label KF Music produziert er Musiker unterschiedlicher Stile.

## Diskografie
Alben:
- 2005: Piano e Natureza, Vol. 1, KF
- 2006: Piano e Natureza, Vol. 2, KF
- 2003: Music & Nature, Vol. 1, Azul
- 2003: Music & Nature, Vol. 2, Azul
- 2006: Piano e Natureza, Vol. 2, Luanda Brasil
- 2007: Ave Maria Eterna, Luanda Brasil
- 2008: Atlantida, KF
- 2009: Mahatma Lounge – Music for India, KF
- 2011: Relaxing Melodies of Nature, Real Music
- 2011: Piano e Natureza, Vol. 3, KF
- 2012: Piano Impressions, Vol 1, KF
- 2012: Spirit of Nature, Real Music
- 2013: Piano Impressions, Vol. 2, KF
- 2014: Piano e Natureza, Vol. 4, KF
- 2016: Japanese Garden, KF
- 2017: Reflection, Music Design
- 2018: Piano e Natureza, Vol. 5, KF
- 2019: Music for Yoga, Vol. 1, KF
- 2019: Spa Music Collection, Vol. 1, KF

Tracks auf Alben:
- 2006: Trésors Zen, Sony
- 2006: Ginga a Alma Do Futebol Brasileiro, Lua
- 2011: Namasté: Massage, Real Music
- 2014: Namasté: Healing, Real Music